# 佩德罗·祖伦
佩德罗·萨尔维诺·祖伦（西班牙語：Pedro Salvino Zulen Aymar，1889年10月12日—1925年1月27日），亦称苏彼得（西班牙語：Pedro Su），是秘鲁华裔哲学家和图书馆员，一生致力于争取秘鲁土著人权益和去集权化。

## 生平
佩德羅·祖倫本姓苏，父親是中國廣東移民蘇貴廷（西班牙語：Pedro Francisco Zulen），母親佩特罗丽娜·伊琳娜·艾马（西班牙語：Petronila Irene Aymar）來自利馬。1906 年他進入聖馬科斯國立大學理學院，攻讀自然科學和數學。1909 年，他決定轉到文學院，攻讀哲學。1914 年，他進入法學院學習。
1916年赴美前往哈佛大學攻讀哲學，但由於罹患肺結核，甫開課就休學了。因此他決定返回秘魯並定居在豪哈。他於1920年第二次前往美國，重新開始他在哈佛大學的大學課程。